# Epirrhoe kezonmetaria
Epirrhoe kezonmetaria är en fjärilsart som beskrevs av Charles Oberthür 1893. Epirrhoe kezonmetaria ingår i släktet Epirrhoe och familjen mätare. Inga underarter finns listade i Catalogue of Life.